# Capcom Five

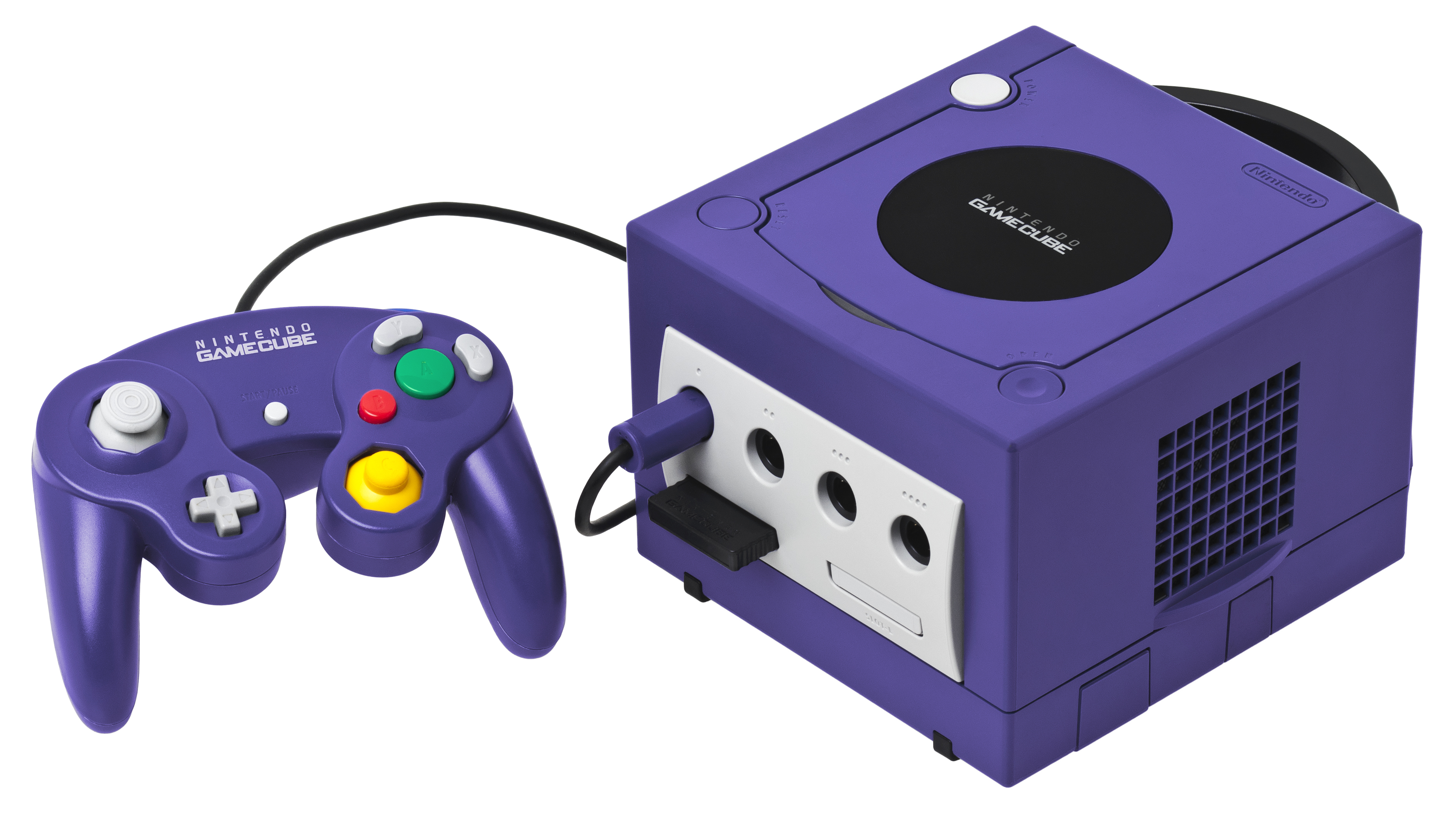
Um Gamecube na sua edição roxa com um controle conectado a ele

Capcom Five é uma série de cinco jogos desenvolvidos pelo Capcom's Production Studio 4, originalmente intencionados a serem exclusivos para Nintendo Gamecube.O criador de Resident Evil, Shinji Mikami, teve um duro trabalho no desenvolvimento de cada jogo.

## Capcom Five
- P.N.03
- Killer 7
- Dead Phoenix
- Resident Evil 4
- Viewtiful Joe